# Ethinylestradiol/norethisterone
Ethinylestradiol/norethisterone, còn được gọi là ethinyl estradiol/norethindrone, là một loại thuốc tránh thai kết hợp với thành phần là ethinylestradiol, một estrogen và norethisterone là progestin. Chúng được sử dụng để kiểm soát sinh sản, các triệu chứng của kinh nguyệt, lạc nội mạc tử cung và các triệu chứng mãn kinh. Thuốc còn một số tác dụng khác, bao gồm trị mụn trứng cá. Thuốc được dùng qua đường uống.
Các tác dụng phụ có thể bao gồm buồn nôn, nhức đầu, huyết khối, đau vú, trầm cảm và các vấn đề về gan. Việc sử dụng không được khuyến cáo trong khi mang thai, ba tuần đầu sau khi sinh, và ở những người có nguy cơ cao bị huyết khối. Chúng; tuy nhiên, có thể được sử dụng ngay lập tức sau khi sảy thai hoặc phá thai. Hút thuốc trong khi sử dụng thuốc tránh thai là không được khuyến cáo. Hỗn hợp này hoạt động bằng cách ngừng rụng trứng, làm cho tử cung không thích hợp cho việc làm tổ, và làm cho lớp nhầy ở lỗ mở đến cổ tử cung dày hơn.
Viên thuốc kết hợp này đã được phê duyệt để sử dụng y tế tại Hoa Kỳ vào năm 1964. Nó nằm trong danh sách các thuốc thiết yếu của Tổ chức Y tế Thế giới, tức là nhóm các loại thuốc hiệu quả và an toàn nhất cần thiết trong một hệ thống y tế. Chúng có sẵn dưới dạng thuốc gốc. Tại Vương quốc Anh ba tháng thuốc tại NHS có giá khoảng 2,70 pound. Tại Hoa Kỳ, chi phí là khoảng 25 đến 50 USD mỗi tháng. Thuốc được bán trên thị trường dưới một số lượng lớn các thương mại.